# Prélude en sol mineur de Bonis
Pour l’article homonyme, voir Prélude en sol mineur de Rachmaninov.
Le Prélude en sol mineur, op. 141, est une œuvre de la compositrice Mel Bonis, datant de 1933.

## Composition
Mel Bonis compose son Prélude en sol mineur pour orgue. L'œuvre est publiée en 1933 par les éditions Carrara, puis est rééditée en 1971 par la même maison, et en 2011 par les éditions Armiane.

## Analyse
L'œuvre devait faire partie d'un projet de Dix Pièces pour orgue, avec l'Andante religioso, le Choral, la Communion, l'Offertoire, l'Adagio, la Pastorale, l'Idylle, le Moderato et la Sortie.
Le Prélude en sol mineur pourrait être le pendant de la Toccata, beaucoup plus virtuose et elle aussi en sol mineur. Les deux œuvres présentes des marches harmoniques d'esprit classique ainsi que des archaïsmes modaux.
Le titre est très en vogue à l'époque de la compositrice, et par son caractère, il peut prendre place dans la liturgie catholique romaine.

## Sources
- Étienne Jardin, Mel Bonis (1858-1937) : parcours d'une compositrice de la Belle Époque, 2020 (ISBN 978-2-330-13313-9 et 2-330-13313-8, OCLC 1153996478, lire en ligne)